# Herbert Brockel
Herbert Brockel (* 14. August 1965 in Vlatten in der Nordeifel) ist ein deutscher Koch.

## Biografie
Nach der Ausbildung und erster Anstellung leistete er den Grundwehrdienst.
1989 wurde er Küchenchef im Restaurant Zingsheim in Erftstadt. Von 1990 bis 1992 war Brockel in Brogsitters Sanct Peter (1 Michelinstern) in Bad Neuenahr-Ahrweiler stellvertretender Küchenleiter. Ab 1993 folgten das L'Ecole in Bad Laasphe mit zwei Michelinsternen, „Hefter´s“ in Düren mit einem Michelinstern und die „Traube“ in Grevenbroich mit zwei Michelinsternen.

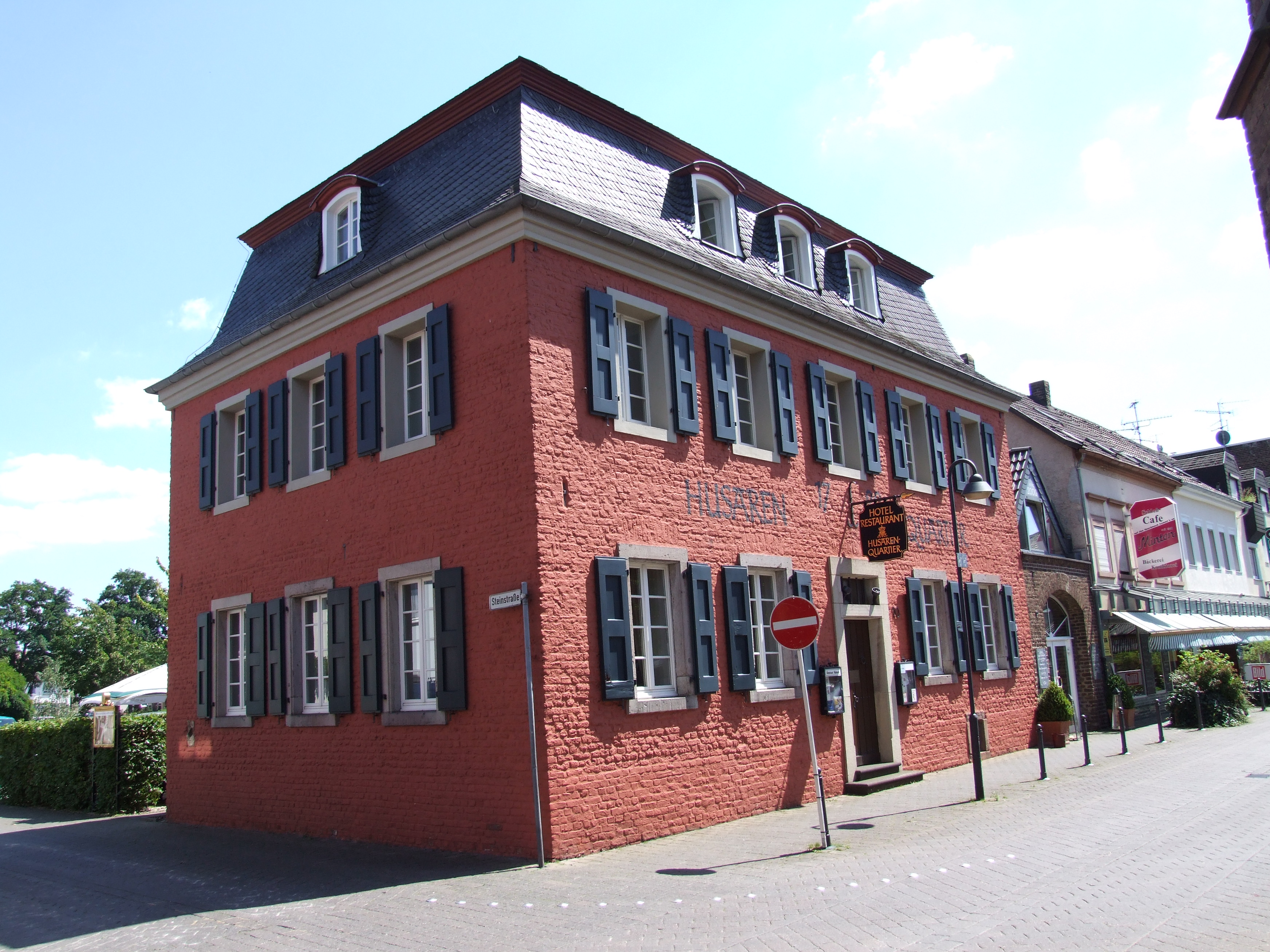
Husarenquartier in Lechenich

Von 1995 bis 2017 hatte er mit dem Husarenquartier in Erftstadt-Lechenich sein eigenes Restaurant, das 2000 mit einem Michelinstern ausgezeichnet wurde. Seit Mai 2017 arbeitet er nicht mehr dort.
Brockel übernahm im September 2017 mit seinem ehemaligen Mitarbeiter Tobias Schlimbach, ebenfalls ein  Zweisternekoch (zuletzt in Bembergs Häuschen in Euskirchen) die Gastronomie auf Burg Nideggen. Im Februar 2019 erhielt das Restaurant auf Burg Nideggen einen Michelinstern.
Herbert Brockel lebt mit seiner Frau und zwei Kindern im Dürener Stadtteil Lendersdorf.

## Auszeichnungen
- Brockels Restaurant hat auch 2009 einen Michelinstern und dazu drei Bestecke verliehen bekommen.
- Er erhielt im Jahr 2009 drei blaue Sterne und drei rote Varta-Tipps im Varta-Führer.
- Der Feinschmecker bewertete Brockels Restaurant mit 3F und spricht von einem „Aufschwung im Husarenquartier“.
- Der Aral-Schlemmeratlas vergab 3,5 Bestecke und sein Weinsymbol.
- Vom Gault-Millau bekamen Herbert Brockel und seine Equipe im Jahr 2009 17 Punkte verliehen.